# Paralephana salmonea
Paralephana salmonea là một loài bướm đêm trong họ Noctuidae.